# Alicia Boole Stott
Pour les articles homonymes, voir Boole.
Alicia Boole Stott, née le 8 juin 1860 à Cork en Irlande et morte le 17 décembre 1940 en Angleterre, est une mathématicienne, spécialiste des polytopes. Elle a travaillé avec Pieter Schoute et H. S. M. Coxeter.

## Biographie
Alicia est la fille de George Boole, créateur de l'algèbre booléenne. Sa mère est Mary Everest Boole, mathématicienne autodidacte et essayiste, qui a des idées avancées sur l'éducation ; elle est la petite-nièce de Sir George Everest, géographe.
Elle naît en Irlande en 1860. Quand son père George Boole meurt en 1864, sa femme se retrouve presque sans ressources, avec cinq filles âgées de 8 ans à 6 mois. Alice, la troisième, est confiée à sa grand-mère et son grand-oncle, de l'âge de 4 ans à l'âge de 10 ans. Puis elle retourne dans la maison familiale auprès de ses sœurs et de sa mère. Elle ne reçoit pas d'éducation spécifique en mathématiques. On dit que ses connaissances en géométrie se limitent aux livres d'Euclide. Cependant, elle baigne dans un milieu culturel très ouvert. Sa mère est l'auteur de nombreux livres, dont un sur l'éducation, dans lequel elle explique comment initier les enfants aux sciences et les aider à développer leur imagination ; Mary Everest Boole est en relation avec H. G. Wells et Charles Darwin et reçoit beaucoup. Elle est la secrétaire de James Hinton (en), dont le fils, Howard, fréquente sa maison. Ce futur beau-frère d'Alice — il épousera sa sœur aînée — initie les filles Boole à la géométrie en dimension 4. Alice, qui a 18 ans, est fascinée par ce concept ; elle fait ses propres recherches et s'intéresse à la représentation des sections des polytopes de dimension 4 dans un univers de dimension 3. Elle, qui n'ira jamais à l'université, se lance, pour le plaisir, dans une série d'esquisses.
En 1890, elle se marie avec Walter Stott, dont elle a deux enfants. Elle se consacre alors à sa famille tout en continuant ses recherches sur les polytopes. En 1893, elle apprend que Pieter Hendrik Schoute, mathématicien de l'université de Groningue, travaille sur le même sujet. Elle lui envoie ses travaux. C'est le début d'une collaboration fructueuse : Alicia apporte sa capacité de vision dans l'espace tandis que Pieter Schoute complète son travail par la formalisation mathématique qui lui manquait. Il l'encourage à publier deux articles, ce qu'elle fait en 1900 et 1910. Leur collaboration dure plusieurs années, jusqu'à la mort de Schoute en 1913. Reconnaissant la valeur de ses travaux, l'université de Groningue la nomme docteur honoris causa en 1914.
En 1930, elle rencontre le professeur H. M. S. Coxeter de l'université de Toronto, spécialiste des polytopes, dont le neveu, Geoffrey Ingram Taylor, les met en relation. Elle participe aux travaux de Coxeter, qui la cite à plusieurs reprises dans ses publications.

## Travaux
Le polytope généralise à la dimension n ce qu'est le polygone en dimension 2 et le polyèdre en dimension 3. Le terme de polytope, inventé par Reinhold Hoppe en 1882, est popularisé par Alicia Stott vingt ans plus tard quand elle l'introduit en anglais.
En 4e dimension, les polytopes réguliers convexes prennent le nom de polychores ; on peut les imaginer comme des polyèdres se déplaçant dans une dimension supplémentaire (comme le temps). On peut les étudier de manière formelle, mais rares sont les personnes capables de les visualiser. Alicia en fait partie.
Quand elle rencontre son futur beau-frère, Charles Howard Hinton, celui-ci est passionné par la dimension 4 ; il publiera d'ailleurs dans les années suivantes trois ouvrages sur le sujet : A new era of thought (1884), The fourth dimension (1904) et An episod of Flatland (1907) — une allusion à l'ouvrage d'Edwin A. Abbot, Flatland, paru en 1880. Mais, selon son neveu G. I. Taylor, c'est Alice qui, dès 1878, se pose la question : « Quelle forme verrions-nous si un objet de dimension 4 traversait notre univers de dimension 3 ? »
Alicia Boole Stott s'intéresse principalement aux polychores, dont elle entreprend une classification : elle trouve qu'il n'en existe que 6, dont les cellules sont des tétraèdres (5, 16 ou 600 tétraèdres), des cubes (8 cubes), des octaèdres (24 octaèdres) et des dodécaèdres (120 dodécaèdres) (résultat déjà connu de Ludwig Schläfli). Elle découvre que dans un polychore dont les cellules sont des tétraèdres, un sommet appartient à 4, 8 ou 20 cellules. Elle étudie le polychore dans lequel un sommet est commun à 20 tétraèdres. Ce polychore possède 600 cellules et se nomme hexacosichore. Elle en dessine les sections par des hyperplans et en construit des modèles en carton. Ses modèles du polychore à 600 cellules et de son dual l'hécatonicosachore, celui à 120 cellules dodécaédriques, sont visibles à l'université de Groningue et sont exposés au Faulkes Institute de l'université de Cambridge.
Collaboratrice de Coxeter, elle participe à l'étude d'un polytope redécouvert par lui qu'il a nommé polytope de Gosset (le polytope s{3, 4, 3} ou icositétrachore). Elle en dessine les sections par des hyperplans de dimension 3.

## Publications

### Textes
- On certain series of sections of the regular four-dimensional hypersolids, Amsterdam, 1900
- (avec Pieter H. Schoute) On the sections of a block of eightcells by a space rotating about a plane, Amsterdam, Müller, 1908
- Geometrical deduction of semiregular from regular polytopes and space fillings, Verhandelingen van de Koninklijke Akademie van Wetenschappen, Verhandelingen Natuurkunde, Eerste Sectie, deel 11, no 1 (1910), Amsterdam, 1910, p. 1–24.
- C. H. Hinton, A new era of thought, préface, éditions et compléments par Alicia Boole Stott et John H. Falk, Londres, Swan Sonnenschein & Co., 1888, 241 p. — Avec diagrammes

### Dessins
Au printemps 2001, on a découvert à l'université de Groningue un rouleau de papier rempli de dessins coloriés. Il ne portait pas de signature mais on reconnut le travail d'Alicia Boole. Cela mena aux recherches d'Irene Polo-Blanco.
- « Alicia Boole Stott’s four-dimension polytopes », 18 avril 2013

### Listes de publications
- Publications (comme auteur ou co-auteur), Koninklijke Akademie van Wetenschappen

### Textes d'introduction
- « Alicia Boole Stott », Biographies of Women Mathematicians, Agnes Scott College
- Ravi Agarwal et Syamal Sen, « Alicia Boole Stott », dans Creators of mathematical and computational sciences, p. 315
- (en) John J. O'Connor et Edmund F. Robertson, « Alicia Boole Stott », sur MacTutor, université de St Andrews.
- Irene Polo Blanco, « Alicia Boole Stott’s models of sections of polytopes », dans Lett. Mat. Int. (2014) 2:149–154 DOI  10.1007/s40329-014-0065-x
- « Alicia Boole Stott, a geometer in higher dimension », dans Historia Mathematica, vol. 35, no 2 (mai 2008), p. 123–139 DOI 10.1016/j.hm.2007.10.008, site ScienceDirect

### Publications
- Irene Polo Blanco, Theory and history of geometric models, thèse, Groningen, 2007